# Lịch sử tên lửa Starship

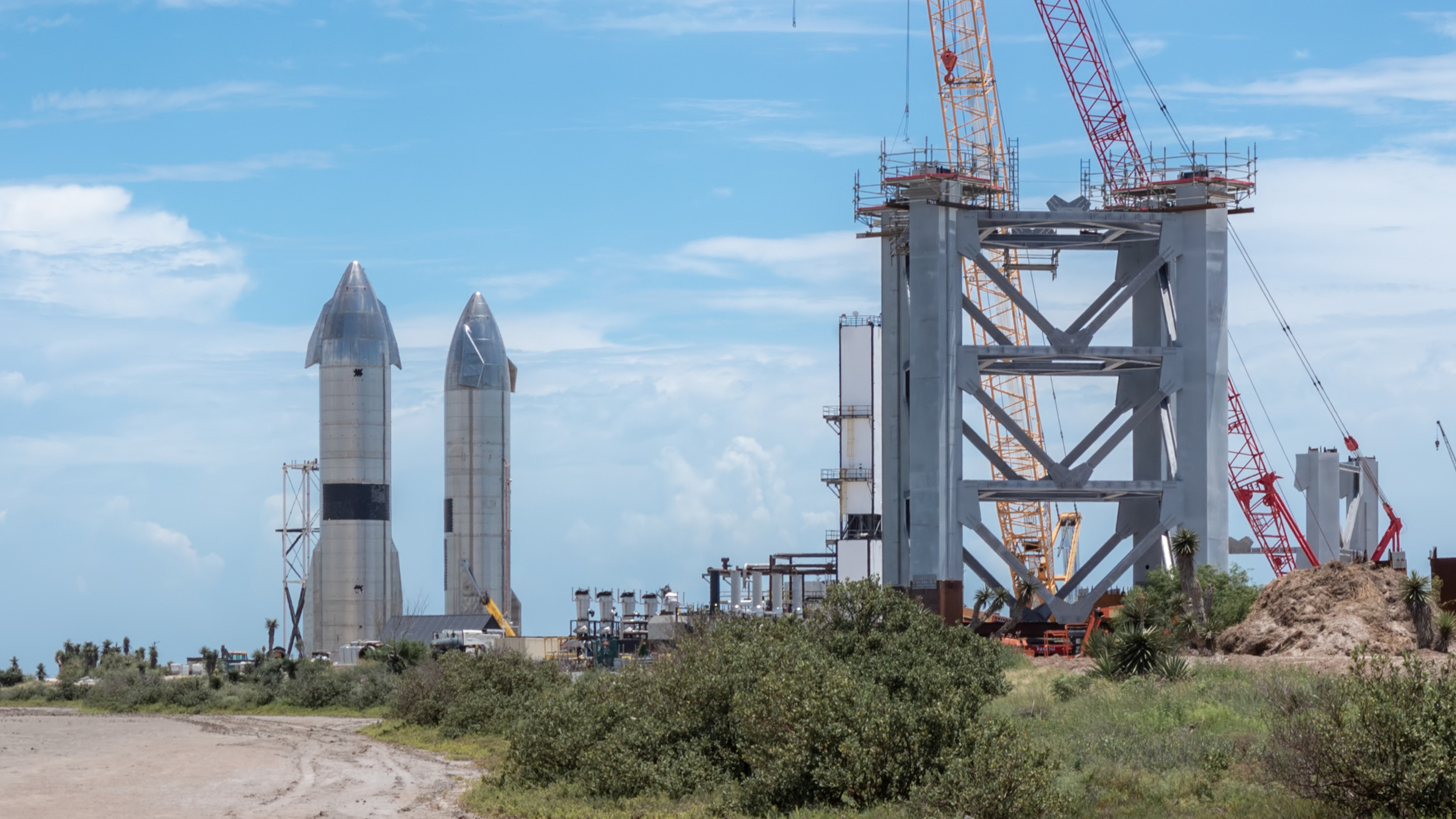
Tàu Starship ở sân bay vũ trụ Starbase

Năm 2005, công ty SpaceX phác thảo một tên lửa cỡ nặng như Starship lần đầu tiên. Thiết kế và tên gọi của tên lửa này qua năm tháng được thay đổi nhiều lần, cho đến khi xây tên lửa mẫu Starhopper. Tên lửa mẫu này vào tháng 7 năm 2019 lần đầu tiên dùng động cơ Raptor để bay lên và đáp xuống từ 150 mét. Tháng 5 năm 2021, tàu Starship có mã số SN15 bay lên 10 kilômét, sau đó rơi tự do và hạ cánh thành công sau bốn lần thất bại. Vào đầu năm 2022, tầng BN4 và tàu SN20 dự định sẽ thực hiện chuyến bay lên vũ trụ lần đầu tiên.